# Денніс Гоппер
Денніс Лі Гоппер (англ. Dennis Lee Hopper; 17 травня 1936, Додж-Сіті, Канзас, США — 29 травня 2010, Лос-Анджелес, Каліфорнія) — американський актор і кінорежисер.
Денніс Гоппер прославився в середині 1950-х років завдяки ролям у картинах «Бунтар без ідеалу» та «Гігант». Режисерська робота Гоппера, фільм 1969 року «Безтурботний їздець», був визнаний Бібліотекою Конгресу США національним культурним надбанням Америки.
Денніс Гоппер двічі номінувався на «Оскар» і був удостоєний зірки на алеї слави в Голлівуді. Він знявся більш ніж у ста фільмах і був режисером восьми картин.

## Фільмографія
- 1955 — Бунтар без причини / Rebel Without a Cause
- 1966 — Кривава королева / Queen of Blood
- 1967 — Подорож / Trip
- 1967 — Холоднокровний Люк / Cool Hand Luke
- 1967 — Велика долина / The Big Valley — Леон Грелл / Джиммі Світвотер
- 1969 — Безтурботний їздець / Easy Rider
- 1978 — Загибель мадам Леман / L'ordre et la sécurité du monde
- 1979 — Апокаліпсис сьогодні / Apocalypse Now
- 1983 — Бійцівська рибка / Rumble Fish
- 1986 — Синій оксамит / Blue Velvet
- 1986 — Техаська різанина бензопилою 2 / The Texas Chainsaw Massacre 2
- 1989 — Червоний, як кров / Blood Red
- 1991 — Індіанець-утікач / The Indian Runner
- 1992 — Опівнічна спека / Sunset Heat
- 1993 — Справжнє кохання / True Romance
- 1993 — На захід від червоної скелі / Red Rock West
- 1993 — Точка кипіння / Boiling Point
- 1994 — Швидкість / Speed
- 1994 — Конвоїри / Chasers
- 1995 — Водний світ / Waterworld
- 1996 — Космічні далекобійники / Space Truckers
- 1996 — Баскія / Basquiat
- 1996 — Останні дні Френкі на прізвисько «Муха» / The Last Days of Frankie the Fly
- 1997 — Вершина світу / Top of the World
- 1997 — Амнезія / The Blackout
- 1999 — Ед із телевізора / EDtv
- 2000 — Злодій завжди злодій / Luck of the Draw
- 2000 — Ясон та аргонавти / Jason and the Argonauts
- 2001 — Співучасники / Choke
- 2001 — Годинниковий механізм / Ticker
- 2001 — Поліція Лос-Анджелеса / To Protect and to Serve
- 2002 — Беззвучний крик / Unspeakable
- 2005 — Земля мертвих / Land of the Dead
- 2006 — Хобокенське пустище / Hoboken Hollow
- 2006 — Перехрестя Десятої і Вульф / 10th & Wolf
- 2008 — Пекельна поїздка / Hell Ride
- 2008 — На тверезу голову / Swing Vote
- 2008 — Челсі з льодом / Chelsea on the Rocks
- 2008 — Елегія / Elegy
- 2008 — Американська казка / An American Carol